# Катедрала Мајке Терезе
Катедрала Мајке Терезе је католичка катедрала у Приштини. Године 2007. одобрени су планови за њену изградњу. Посвећена је католичкој монахињи и мисионарки Светој Терези од Калкуте.

## Историјат
Године 2005. камен темељац свечано је положио Ибрахим Ругова, муслиман. Изградња је почела 2007. Недовршена катедрала је свечано отворена 5. септембра 2010. године, на годишњицу смрти мајке Терезе 1997. године, у оквиру манифестација поводом стоте годишњице њеног рођења. Катедрала је званично освећена седам година касније, 5. септембра 2017, 20 година након смрти Мајке Терезе.
Изградња катедрале изазвала је контроверзу у муслиманским круговима где се сматрало да је превелика, имајући у виду мали број католика у тој области. По завршетку изградње, Призренско-приштинска бискупија се преселила из Призрена у Приштину. Једна је од највиших грађевина у Приштини.
У катедрали је у јануару 2015. године одржана изложба којом поводом прославе историје Албанаца и Аустрије, којој су присуствовали Атифете Јахјага и Себастијан Курц.
На Косову и Метохији се неке од највећих божићних миса одржавају у овој катедрали, а локални муслимани се придружују својим суграђанима католицима у солидарности као део конгрегације у прослави празничне сезоне.